# Jonas Hellgren
Jonas Hellgren, född 6 april 1990, är en svensk före detta fotbollsspelare.

## Karriär
I juli 2010 skrev Hellgren på ett 2,5-årskontrakt med Västerås SK.
Inför säsongen 2012 skrev Hellgren på ett treårskontrakt med Östers IF. Säsongen 2013 var han utlånad till Assyriska FF.
I december 2015 återvände Hellgren till Västerås SK. I november 2017 förlängde han sitt kontrakt med två år. I november 2019 förlängde Hellgren sitt kontrakt med två år. I mars 2022 meddelade Hellgren att han avslutade sin fotbollskarriär.

## Karriärstatistik
| Klubb               | Säsong             | Liga               | Liga    | Liga | Svenska cupen | Svenska cupen | Totalt  | Totalt |
| Klubb               | Säsong             | Division           | Matcher | Mål  | Matcher       | Mål           | Matcher | Mål    |
| ------------------- | ------------------ | ------------------ | ------- | ---- | ------------- | ------------- | ------- | ------ |
| Skellefteå FF (lån) | 2009               | Division 1 Norra   | 19      | 2    | 0             | 0             | 19      | 2      |
| Dalkurd FF          | 2010               | Division 1 Norra   | 6       | 1    | 1             | 0             | 7       | 1      |
| Västerås SK         | 2010               | Division 1 Norra   | 13      | 8    | 0             | 0             | 13      | 8      |
| Västerås SK         | 2011               | Superettan         | 23      | 1    | 0             | 0             | 23      | 1      |
| Västerås SK         | Totalt             | Totalt             | 36      | 9    | 0             | 0             | 36      | 9      |
| Östers IF           | 2012               | Superettan         | 20      | 0    | 0             | 0             | 20      | 0      |
| Östers IF           | 2013               | Allsvenskan        | 0       | 0    | 1             | 0             | 1       | 0      |
| Östers IF           | 2014               | Superettan         | 10      | 0    | 2             | 0             | 12      | 0      |
| Östers IF           | Totalt             | Totalt             | 30      | 0    | 3             | 0             | 33      | 0      |
| Assyriska FF (lån)  | 2013               | Superettan         | 19      | 1    | 1             | 0             | 20      | 1      |
| Utsiktens BK        | 2015               | Superettan         | 26      | 0    | 1             | 0             | 27      | 0      |
| Västerås SK         | 2016               | Division 1 Norra   | 18      | 3    | 1             | 0             | 19      | 3      |
| Västerås SK         | 2017               | Division 1 Norra   | 19      | 1    | 0             | 0             | 19      | 1      |
| Västerås SK         | 2018               | Division 1 Norra   | 26      | 2    | 1             | 1             | 27      | 3      |
| Västerås SK         | 2019               | Superettan         | 22      | 2    | 0             | 0             | 22      | 2      |
| Västerås SK         | 2020               | Superettan         | 24      | 4    | 2             | 0             | 26      | 4      |
| Västerås SK         | 2021               | Superettan         | 6       | 0    | 0             | 0             | 6       | 0      |
| Västerås SK         | Totalt             | Totalt             | 115     | 12   | 4             | 1             | 119     | 13     |
| Totalt i karriären  | Totalt i karriären | Totalt i karriären | 251     | 25   | 10            | 1             | 261     | 26     |